# Cantonul Carlux
Cantonul Carlux este un canton din arondismentul Sarlat-la-Canéda, departamentul Dordogne, regiunea Aquitania, Franța.

## Comune
| Comune                 | Populație (1999) | Cod poștal | Cod INSEE |
| ---------------------- | ---------------- | ---------- | --------- |
| Calviac-en-Périgord    | 490              | 24370      | 24074     |
| Carlux                 | 643              | 24370      | 24081     |
| Carsac-Aillac          | 1.521            | 24200      | 24082     |
| Cazoulès               | 457              | 24370      | 24089     |
| Orliaguet              | 95               | 24370      | 24314     |
| Peyrillac-et-Millac    | 219              | 24370      | 24325     |
| Prats-de-Carlux        | 499              | 24370      | 24336     |
| Saint-Julien-de-Lampon | 625              | 24370      | 24432     |
| Sainte-Mondane         | 262              | 24370      | 24470     |
| Simeyrols              | 257              | 24370      | 24535     |
| Veyrignac              | 326              | 24370      | 24574     |